# Yannick Rathgeb
Yannick Rathgeb (* 24. Oktober 1995 in Langenthal) ist ein Schweizer Eishockeyspieler, der seit Mai 2024 bei Fribourg-Gottéron aus der Schweizer National League unter Vertrag steht und dort auf der Position des Verteidigers spielt. Zuvor war Rathgeb bereits für den EHC Biel in derselben Liga aktiv.

## Karriere
Rathgeb stammt aus Langenthal im Kanton Bern, sein Stammverein ist der SC Langenthal. Als Jugendlicher spielte er teils auch beim SC Langnau, 2013 erfolgte dann der Schritt nach Nordamerika. Rathgeb verbrachte zwei Jahre bei den Plymouth Whalers, die ihn beim CHL Import Draft 2013 in der zweiten Runde an Gesamtposition 113 ausgewählt hatten, im US-Bundesstaat Michigan und spielte für die Mannschaft in der Ontario Hockey League (OHL). Nach Beendigung seines Auslandsaufenthaltes wurde er 2015 von Fribourg-Gottéron verpflichtet. Bei Fribourg gab er sein Debüt in der National League A (NLA) und spielte ebenfalls in der Champions Hockey League. Im Sommer 2016 nahm er an einem Sichtungstrainingslager der Chicago Blackhawks aus der National Hockey League (NHL) teil.
Anfang April 2018 unterzeichnete er einen Einstiegsvertrag mit zweijähriger Gültigkeit bei den New York Islanders aus der NHL. Bereits nach einer Saison, die er ausschliesslich beim Farmteam der Islanders, den Bridgeport Sound Tigers aus der American Hockey League (AHL), verbracht hatte, kehrte er in seine Heimat zurück und unterzeichnete im Mai 2019 einen Dreijahresvertrag beim EHC Biel, der später verlängert wurde. Mit dem EHC erreichte der Abwehrspieler am Ende der Spielzeit 2022/23 die Vizemeisterschaft. Zur Saison 2024/25 kehrte er zu Fribourg-Gottéron zurück. Bereits wenige Monate nach seiner Rückkehr gewann er mit dem Team im Dezember 2024 die 96. Auflage des traditionsreichen Spengler Cups.

### International
Im Februar 2016 beging Rathgeb sein Debüt in der A-Nationalmannschaft. In früheren Jahren war er Junioren-Internationaler gewesen und fungierte in der U20 teils auch als Mannschaftskapitän.

## Erfolge und Auszeichnungen
- 2016 Rookie des Jahres der National League A
- 2023 Schweizer Vizemeister mit dem EHC Biel
- 2024 Spengler-Cup-Gewinn mit Fribourg-Gottéron

## Karrierestatistik
Stand: Ende der Saison 2024/25

### International
Vertrat die Schweiz bei:
- U18-Junioren-Weltmeisterschaft 2013
- U20-Junioren-Weltmeisterschaft 2014
- U20-Junioren-Weltmeisterschaft 2015

(Legende zur Spielerstatistik: Sp oder GP = absolvierte Spiele; T oder G = erzielte Tore; V oder A = erzielte Assists; Pkt oder Pts = erzielte Scorerpunkte; SM oder PIM = erhaltene Strafminuten; +/− = Plus/Minus-Bilanz; PP = erzielte Überzahltore; SH = erzielte Unterzahltore; GW = erzielte Siegtore; 1 Play-downs/Relegation; Kursiv: Statistik nicht vollständig)